# Vandadalen
Vandadalen (finska: Vantaanlaakso) är en stadsdel i Vanda stad i landskapet Nyland. 
Vandadalen har cirka 2 900 invånare och ligger i västra Vanda i Mårtensdals serviceområde. I väster gränsar stadsdelen till Tavastehusleden, i norr till Ring III, i nordost och öster till Vanda å. Grannstadsdelar är Mårtensdal, Biskopsböle, Vinikby och Övitsböle. 

## Historia
Stränderna kring Vanda å har länge varit ett gynnsamt ställe att bo på. Redan på stenåldern vet man att det fanns bosättning i norra delen av Vandadalen. Under medeltiden blev området en knutpunkt mellan vattentransporten i ån och landtransporterna längs med Kungsvägen. Kvarnar byggdes vid forsarna redan på 1500-talet. Två gårdar bildade Kvarnbacka by. På 1830-talet srartade ett bruk malmförädlingsverksamhet vid Kvarnbacka fors. På 1890-talet hade Vandaforsen utvecklats till ett mångsidigt produktionsområde med, förutom kvarnar och bruket, också sågar, filtfabrik, trasselfabrik, filfabrik och silversmälteri. Man byggde bostäder, kontor och lager vid forsen. Dahlfors filfabrik fortsatte sin verktygstillverkning till 1960-talet. Man har länge idkat jordbruk vid Vanda ås stränder och fortfarande odlar man åkrarna. Åkrarna hör till de nationellt viktiga landskapsområdena. 

## Invånarna

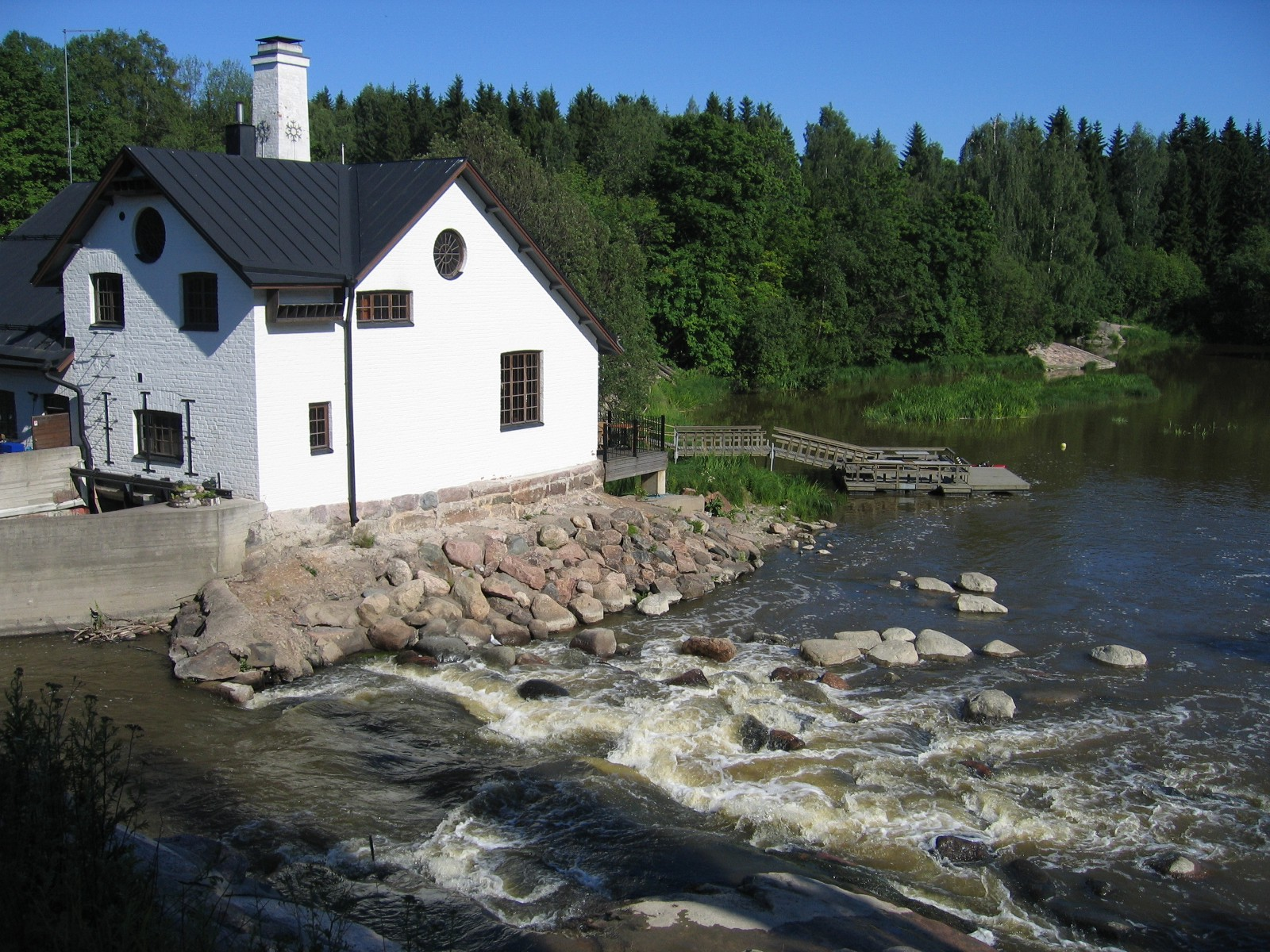
Vandaforsen och en gammal fabriksbyggnad

Det finns cirka 2 900 invånare i Vandadalen. Det bor färre ensamboende och mera familjer än i Vanda stad i medeltal. Stadsdelen har också en lägre arbetslöshetsgrad, högre födelsetal och det bor mera högskolade och höginkomsttagare än i Vanda i genomsnitt. 
I riksdagsvalet 2003 fick socialistpartierna 32,3 % av rösterna, icke-socialistiska partier 53,0 % och övriga 14,7 %. Största parti var Samlingspartiet med 30,2 % 

## Bebyggelsen
Vandadalen är ett uppskattat bostadsområde. Före 1950-talet fanns det bara 17 småhus i det jordbruksdominerade området. Området växte med 250 bostäder på 1950-1970-talen. På 1980-talet var byggnadstakten snabbast då 640 bostäder byggdes, varav en fjärdedel i höghus. Några hus per år byggs fortfarande. Före 1990 var alla bostäder ägarbostäder. Efter det har majoriteten av de nybyggda lägenheterna varit hyres- eller bostadsrättsbostäder. 
År 2003 fanns det 1 114 bostäder i Vandadalen. Av dessa var 21 % i höghus. 47 % har 3-4 rum och 40 % flera än 4 rum. Medelstorleken var 83 m². 84 % är ägarbostäder, 10 % stadens hyresbostäder och resten hyres- eller bostadsrättsbostäder. 

## Kuriosa
Formel 1-föraren Mika Häkkinen har gått i Myllymäki skola i Vandadalen. 